# Houston Comets 1998
La stagione 1998 delle Houston Comets fu la 2ª nella WNBA per la franchigia.
Le Houston Comets vinsero la Western Conference con un record di 27-3. Nei play-off vinsero la semifinale con le Charlotte Sting (2-0), vincendo poi il titolo WNBA battendo nella finale le Phoenix Mercury (2-1).

## Roster
| N° | Naz.                   | Ruolo | Sportivo        | Anno | Alt. | Peso |
| -- | ---------------------- | ----- | --------------- | ---- | ---- | ---- |
| 00 | Stati Uniti (bandiera) | C     | Nyree Roberts   | 1976 | 191  | 95   |
| 3  | Stati Uniti (bandiera) | C     | Karen Booker    | 1965 | 185  | 77   |
| 4  | Stati Uniti (bandiera) | A     | Wanda Guyton    | 1965 | 185  | 81   |
| 5  | Stati Uniti (bandiera) | G     | Tiffany Woosley | 1973 | 170  | 60   |
| 7  | Stati Uniti (bandiera) | A     | Tina Thompson   | 1975 | 188  | 81   |
| 9  | Brasile (bandiera)     | A     | Janeth          | 1969 | 180  | 67   |
| 10 | Stati Uniti (bandiera) | G     | Kim Perrot      | 1967 | 165  | 59   |
| 13 | Spagna (bandiera)      | A     | Amaya Valdemoro | 1976 | 185  | 73   |
| 14 | Stati Uniti (bandiera) | G     | Cynthia Cooper  | 1963 | 178  | 68   |
| 22 | Stati Uniti (bandiera) | A     | Sheryl Swoopes  | 1971 | 183  | 66   |
| 23 | Stati Uniti (bandiera) | A     | Tammy Jackson   | 1962 | 188  | 86   |
| 33 | Stati Uniti (bandiera) | A     | Yolanda Moore   | 1974 | 183  | 79   |
| 40 | Stati Uniti (bandiera) | C     | Monica Lamb     | 1964 | 196  | 93   |

## Staff tecnico
- Allenatore: Van Chancellor
- Vice-allenatori: Kevin Cook, Peggie Gillom, Alisa Scott